# Смерть Сарины Эсмаилзаде
По данным правозащитных организаций, 23 сентября 2022 года иранский подросток Сарина Эсмаилзаде (перс. سارینا اسماعیل‌زاده ‎) скончалась от предполагаемого жестокого избиения по голове сотрудниками сил безопасности во время протестов Махсы Амини в Карадже, провинция Альборз, Иран. Ей было 16 лет.
Местное министерство юстиции отрицает какую-либо ответственность за её смерть, утверждая, что она покончила жизнь самоубийством, прыгнув с крыши здания. Аналогичные заявления были сделаны властями в отношении 16-летней Ники Шакарами, которая также присутствовала на протестах и умерла при подозрительных обстоятельствах.
После их смерти изображения Шакарами и Эсмаилзаде появились на баннерах во время протестов и на плакатах в иранских городах. Видео, созданные Эсмаилзаде, были опубликованы в Интернете после её смерти, а хакеры прервали правительственную новостную трансляцию в Иране фотографиями Эсмаилзаде и других женщин, убитых во время протестов.

## Предыстория
Сарина Эсмаилзаде родилась в 2006 году. Её отец умер, когда она была ребёнком, её воспитывала мать, и у неё был старший брат. Она училась в средней школе для одарённых учеников в Карадже и помимо родного персидского языка могла говорить на английском и французском языках.
Сарина Эсмаилзаде также была YouTube-блогером, создававшим видеоролики, в которых она говорила на такие темы, как музыка, еда и школа, а также ограничения для женщин в Иране. В одном из своих видеороликов после сдачи школьных экзаменов она заявила: «Нет ничего лучше свободы». В видеоролике на YouTube, опубликованном 22 мая, она рассказала об ограничениях для женщин в Иране и необходимости свободы. В другом видео она сказала: «Мы не похожи на предыдущее поколение 20 лет назад, которое не знало, какова жизнь за пределами Ирана». В своём последнем видео в Telegram она подпевала «Take Me to Church» Hozier и сказала: «Моя родина чувствует себя как в изгнании».
Сообщается, что 23 сентября Сарина Эсмаилзаде вместе с друзьями присутствовала на акции протеста, а затем не вернулась домой. После смерти её видео были опубликованы в Интернете, а видео, где она подпевает песне Hozier, получило широкое распространение.

## Обстоятельства смерти
По данным Amnesty International и Иранских прав человека, Сарину Эсмаилзаде несколько раз ударили дубинкой по голове и она умерла от потери крови в районе Гохардашт города Карадж, недалеко от её школы, где проходили акции протеста. По данным источника ММСП, она умерла прежде, чем её успели доставить куда-либо для лечения. Вечером того же дня семью о её смерти уведомили её друзья, которые были с ней на протестах. На её семью оказывалось давление со стороны агентов службы безопасности и разведки, чтобы они хранили молчание по этому поводу, особенно в отношении общения с иностранными СМИ, и поддерживали версию событий властей. Аналогичное давление оказывалось и на семьи других жертв протестов.

### Прикрытие
По данным Iran International, иранские власти пытались скрыть обстоятельства смерти Сарины Эсмаилзаде. 6 октября, после того как в социальных сетях распространились сообщения о её смерти, иранский чиновник заявил, что Сарина Эсмаилзаде покончила жизнь самоубийством после прыжка с крыши здания и что члены семьи Эсмаилзаде обратились в прокуратуру по поводу сообщения в социальных сетях о том, что Сарина Эсмаилзаде была убита во время акции протеста. 7 октября связанное с правительством информационное агентство «Тасним» опубликовало видео, на котором видно, как её мать утверждает, что Сарина Эсмаилзаде однажды пыталась покончить жизнь самоубийством с помощью таблеток. Подлинность видео её матери оспаривается.
По словам знакомых семьи, на её похоронах присутствовали более 50 силовиков и препятствовали осуществлению видеозаписи. Свидетельство о её смерти было изъято властями, но так и не возвращено семье, чьи телефоны прослушиваются. По данным ММСП, адвокату семьи не был предоставлен доступ к материалам расследования смерти Сарины Эсмаилзаде.
Телефон Сарины Эсмаилзаде так и не был возвращён её семье, сообщения её Telegram-каналов были отредактированы после её смерти, чтобы показать её депрессивный образ с склонностью к самоубийству. Некоторые из её закрепленных сообщений также были удалены. Её страница в Instagram была первоначально удалена после её смерти, но позже от её имени было создано 13 страниц, одна с её оригинальным идентификатором без её старых публикаций. Только на её YouTube-канале представлен образ жизнерадостной, счастливой девочки-подростка, которая любила танцы, музыку и пиццу и которую волновал вопрос свободы.
Мать Сарины Эсмаилзаде неоднократно пыталась забрать тело дочери. Над ней издевались силовики, заявившие, что её дочь террористка. Некоторые новостные источники утверждают, что мать, после того, как наконец увидела тело дочери, повесилась у себя дома.

## Наследие
По данным Комитета женщин Национального совета сопротивления Ирана, бывшие одноклассники почтили память Эсмаилзаде на сороковой день после её смерти и заменили фотографию Али Хаменеи в своём классе на фотографию Сарины Эсмаилзаде. В 2023 году 2 июля Amnesty International UK отметила её семнадцатый день рождения.